# Música basca
La música basca (en basc, Euskal Herriko musika) es refereix a la música feta al País Basc, que reflecteix trets relacionats amb la seva societat / tradició, i ideada per persones d'aquest territori. Encara que tradicionalment està més associada a la música basada en el camp i en la llengua basca, la diversificació creixent de la seva producció durant les últimes dècades ha inclòs aquest augment a una definició més àmplia (música clàssica, música tradicional, rock, pop, etc.).

## La música tradicional

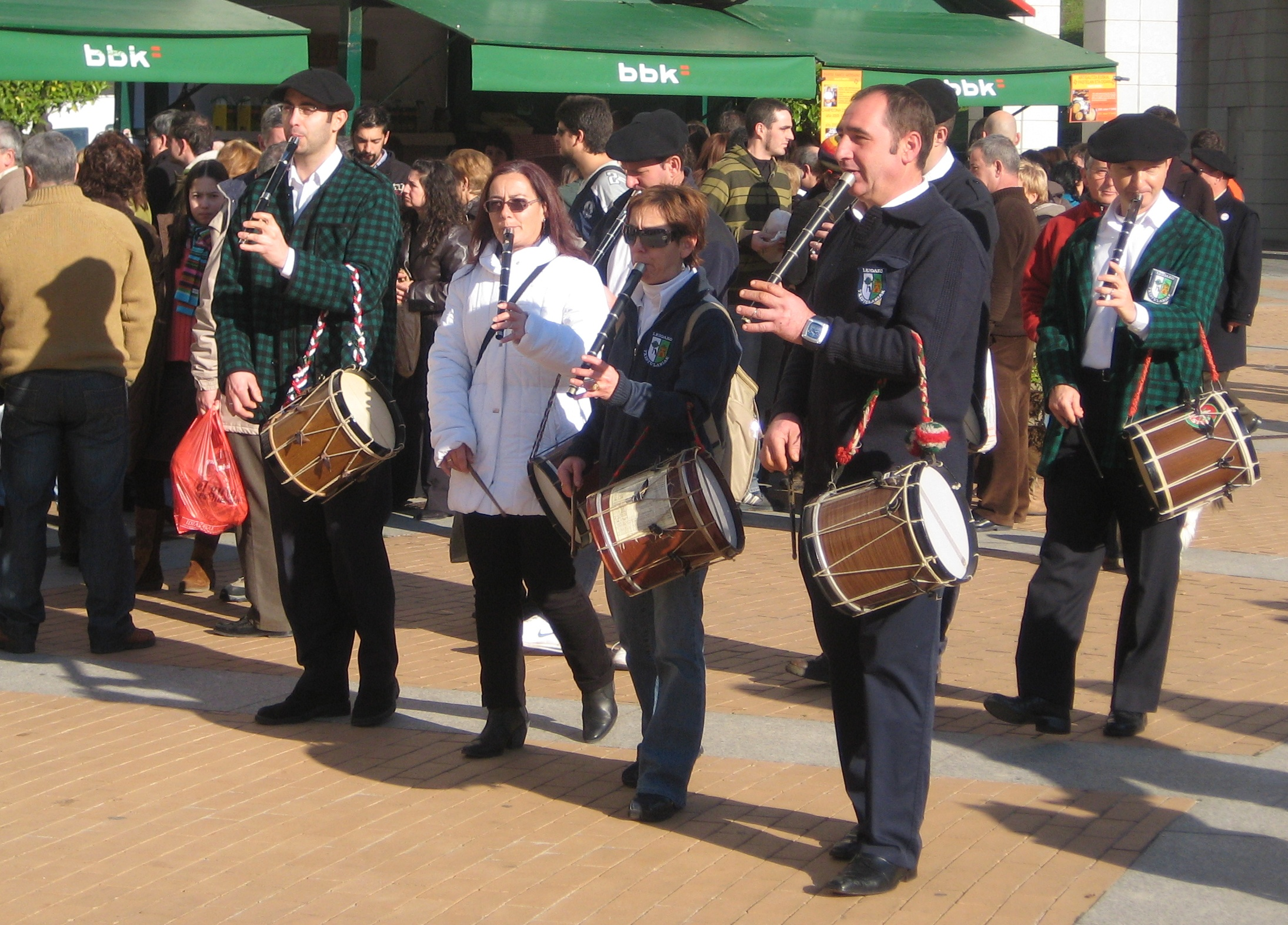
Grup de txistu als carrers de Leioa

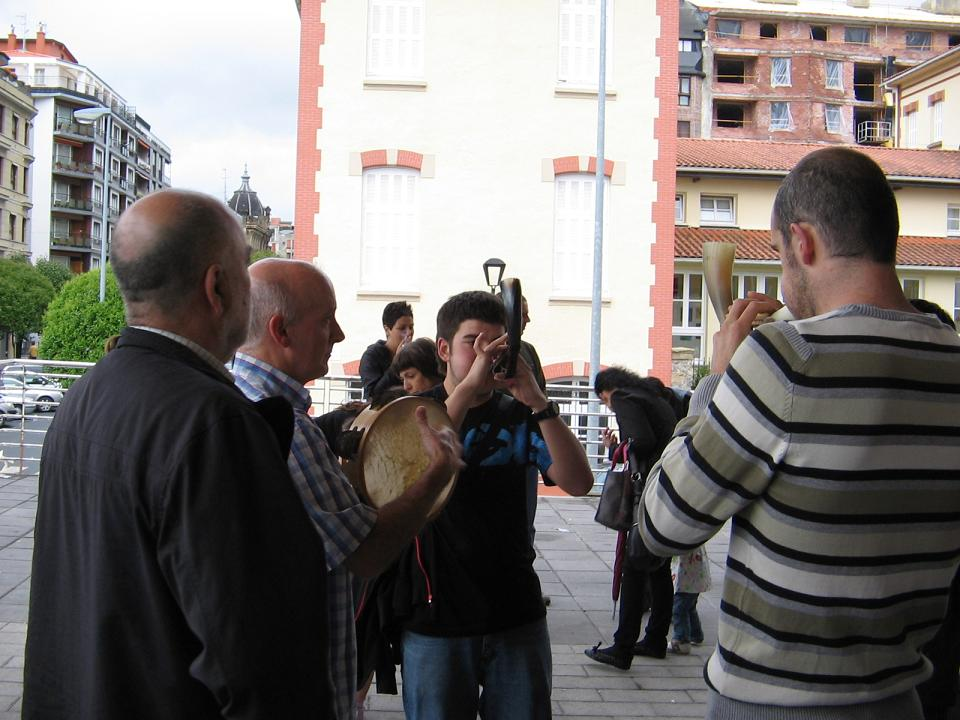
Dos homes tocant l'alboka i un home tocant la panderoa

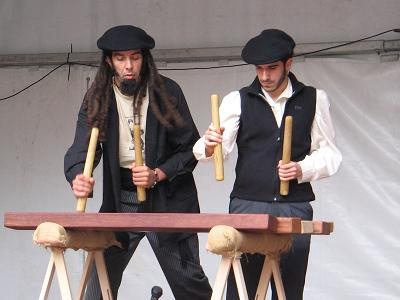
Músics toncant la txalaparta en un festival

La música tradicional basca és un producte desenvolupat a la regió històrica i geogràfica de l'arc atlàntic, en la intersecció entre muntanyes (serralades Cantàbrica i Pirineus) i planes (conca de l'Ebre), oceà i continent, continent europeu i península ibèrica. La seva cultura i la seva música han estat exposades a un gran nombre d'influències al llarg de la història, que van des de la britànica i el nord d'Europa fins a la mediterrània i àrab. Per exemple, el comerç tradicional a l'estranger amb Anglaterra o la peregrinació internacional en el Camí de Sant Jaume van deixar una gran empremta en els instruments i melodies.

### Els instruments
Els instruments populars generats a Europa van deixar d'utilitzar-se en alguns llocs en algun punt de la història i només es van mantenir en àrees específiques, on van agafar i adoptar unes funcions i un caràcter associat amb la regió (per exemple, la flauta de tres forats que va tenir un ús generalitzat a Europa va donar lloc finalment a dos instruments específics del País Basc: el txistu i la xirula. En conseqüència, diferents instruments podrien haver evolucionat d'aquesta, com la dolçaina navarresa i la txanbela de Zuberoa, amb lleugeres diferències entre elles.
La majoria d'instruments adoptats en cercles rurals i folklòrics no es remunten a més de sis segles, i alguns han estat introduïts a finals del segle xix, com ara la trikitixia o el txistu, en la seva forma actual durant aquest període, tot i el fet que són el resultat d'una llarga evolució. La majoria dels instruments bascos es van originar fora del País Basc i es van fer populars al territori en algun moment, però la txalaparta no és un d'ells.
Alguns instruments bascos tradicionals són els següents:
- Alboka, un clarinet doble que es toca amb la difícil tècnica de respiració circular similar a la que s'utilitza per a les launeddas sardes.
- Atabal, un tambor pla portàtil de doble cara, que es toca junt amb el deiadar.
- Danbolin, un timbal que habitualment acompanya al txistu.
- Deiadar, un instrument fet de banya de bou.
- Dultzaina, una flauta basada en dolçaina navarresa pertanyent a la família de les xeremies.
- Kirikoketa, un instrument de percussió de fusta similar a la txalaparta, associada al procés d'elaboració de la sidra.
- Panderoa, una pandereta que generalment es toca junt amb la trikitixia.
- Toberak, un instrument de percussió de barres horitzontals de metall.
- Trikitixia o eskusoinua, un acordió diatònic a botons.
- Ttun-ttun, un instrument de corda vertical que normalment es toca amb la txirula.
- Txalaparta, un instrument de percussió de fusta semblant al xilòfon per a dos músics.
- Txirula, una flauta de tres forats, més curta i més alta que el txistu.
- Txistu, una flauta de tres forats local.

### El cant tradicional

#### Grups de cant

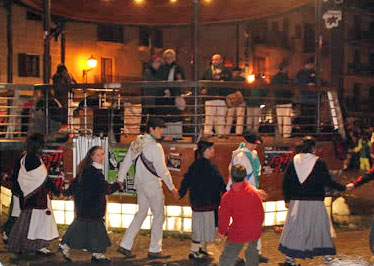
Agafats de la mà en la tradicional Agate Deuna Bezpera (revetlla de Santa Àgata) (Altsasu)

Els bascos es donen especialment al cant. La llengua basca s'ha adherit a la tradició oral més fortament que les llengües romàniques, i la seva literatura es va registrar per primera vegada per escrit al segle xvi. Hi ha balades que daten del segle xv que s'han passat de pares a fills de boca-orella, per exemple Ozaze Jaurgainian de Zuberoa, que relaciona esdeveniments de fa sis segles i ens ha arribat en diferents versions (la més coneguda va ser popularitzada per Benito Lertxundi), o Alostorrea, de Biscaia. Aquestes balades eren elaborades i difoses pels joglars o bertsolaris, es van mantenir en la memòria popular i es van transmetre a l'anomenada kopla zaharrak, conjunts de poemes amb un patró rítmic característic que es podia cantar; això és similar a les pràctiques tradicionals d'altres països europeus. Així, per exemple, el primer treball literari en basc Linguæ Vasconum Primitiæ (1545), de Bernard Etxepare, mostra llargs versos que, tot i que de manera enganyosa són semblants en mètrica als versos de la poesia romàntica, segueixen un patró rítmic intern similar a una kopla, de manera que es pot cantar popularment. Fins i tot avui, no és rar veure grups de gent que marxen al voltant d'un poble en un festival local cantant i demanant als veïns una donació d'aliments, begudes o diners, mentre que les celebracions més famoses que segueixen aquest patró a tot el País Basc poden ser aquelles que tenen lloc a la vigília de Nadal (Olentzero) i l'revetlla de Santa Àgata, amb cantants vestits amb vestits tradicionals.
D'això es dedueix que el cant tradicional està estretament relacionat amb els bertsolaris, bards improvisats, que fins i tot mantenen un estatus important en la cultura basca. Ells expressen les preocupacions de la gent mitjançant una tradició formal procedent de les persones (melodies, recursos lingüístics), i actuen com a portaveus. Un corpus considerable de cançons tradicionals va ser recollit per Resurrección María de Azkue i Aita Donostia, dos erudits religiosos interessats en la cultura popular basca de principis del segle xx; i més endavant, el Cancionero popular vasco (1918) i Euskal Eres-Sorta. Cancionero Vasco (1922), per citar algunes obres.
En l'actualitat, la banda Hiru Truku (que comprèn els celebrats músics Joseba Tapia, Ruper Ordorika i Bixente Martinez) va triar diverses cançons antigues de tot el País Basc, va actualitzar la música amb brillantor i les va estrenar en diversos àlbums. Un altre grup de gran prestigi i actualitat que es dedica a les cançons tradicionals és Oskorri; la banda es va dedicar a cantar cançons tradicionals en actuacions públiques prèviament lliurant al públic un repertori que incloïa les lletres de les cançons i els animava a cantar. La banda va llançar un parell d'àlbums d'aquest tipus fins al moment i ha realitzat diverses gires aclamats pel públic, sent especialment popular entre la gent de mitjana edat.

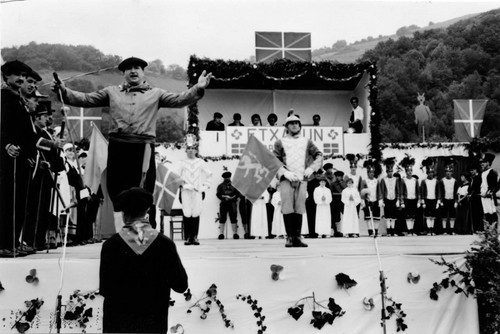
Una pastoral, teatre cantat tradicional de Zuberoa

Una figura clau que reuneix la vella tradició de cant de Zuberoa i el ressorgiment de la cançó popular del segle xx és Pierre Bordazaharre (1907-1979), també conegut com a Etxahun Iruri. Músic de txirula i cantant, va recopilar cançons antigues i va crear de noves, que finalment es van difondre, per exemple, Agur Xiberoa. També va contribuir a noves obres pastorals en la tradició de Zuberoa, reformant la pastoral i afegint nous temes.

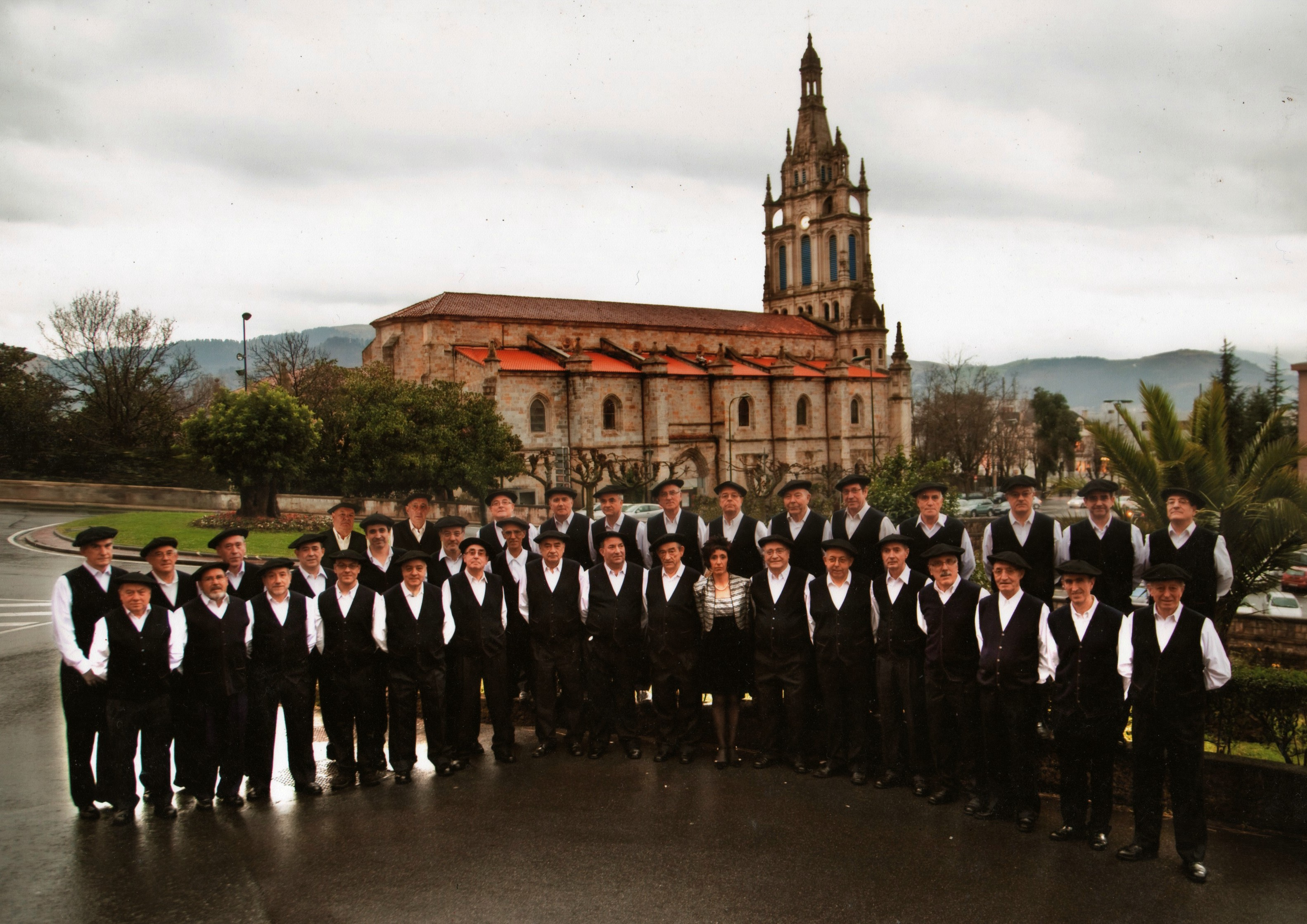
Cor tradicional basc

També hi ha una tradició de música coral a tot el País Basc. Es van establir corals de l'església en alguns pobles per satisfer les necessitats musicals religioses. Tanmateix, a principis del segle xx, alguns cors es van establir fora del context eclesiàstic, per exemple, la Societat Coral de Bilbao (fundada el 1886), l'Orfeón Donostiarra (fundat el 1897) o la Coral Santa Cecília de Donostia (fundada el 1928). Posteriorment, es van formar altres cors, com Oldarra Abesbatza de Biarritz (fundat el 1947), format per homes i, de vegades, actuant com un ochote (vegeu més avall), o el famós Coral Andra Mari d'Errenteria, establert el 1966, amb música tradicional basca i diverses partitures d'Aita Donostia. Actualment, hi ha molts conjunts corals de menor importància al territori basc, que ofereixen en gran manera el repertori folklòric basc.
Un altre fenomen coral basc està representat pels anomenats ochotes, que es van fer populars a la dècada del 1930 a la regió de Bilbao; vuit homes amb veus profundes, amb un marcat gust per a temes locals i folklòrics, cantaven en castellà i basc. Potser van derivar dels seminaris eclesiàstics d'estiu i van prosperar en l'ambient càlid dels bars després d'haver acabat el torn de treball). Finalment, una branca d'aquest gènere va evolucionar cap a les bilbainadas (fins a la dècada del 1960, actualment molt en decadència).

#### Solistes clàssics
Sorprenent com la mateixa tradició cantada, però canviant cap a les tendències europees refinades que prevalen en els nivells més alts de la societat, alguns bascos es van fer famosos com a cantants solistes. Alguns solistes destacats són:
- Pierre-Jean Garat (1764-1823): Un dels primers solistes que floreix a la calor de la Il·lustració de Lapurdi.
- Julian Gayarre (1844-1890): Un tenor navarrès d'Erronkari amb una destacada veu de tenor.

## Compositors

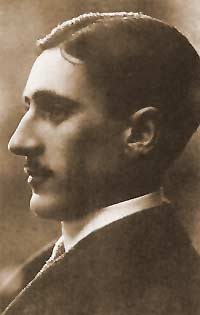
José María Usandizaga, un famós compositor basc (principis del)

El País Basc ha sigut l'origen de diversos compositors notables, principalment al segle xx. Molt avançats amb les tendències artístiques de la primera meitat del segle (pintura, ...), alguns d'ells van desenvolupar una afició pels costums, els modals i els temes bascos.
- Juan de Anchieta (1462–1523): Compositor del Renaixement de la zona d'Azpeitia.
- Santiago de Herdoiza (Durango, c. 1700)
- Juan Crisostomo Arriaga (Bilbao, 1806 – París, 1826)
- Jose Maria Usandizaga (Donostia/San Sebastià, 1887–1915): És considerat juntament amb J. Guridi el pare de l'òpera basca. Va redactar peces orquestrals i de cambra, com el cèlebre Cuarteto de cuerda en Sol, Op. 31, passant per elaborar la sarsuela i les obres d'òpera al final de la seva vida (Mendi-Mendiyan, 1910: Las Golondrinas, 1914).
- Jesús Guridi (Vitoria-Gasteiz, 1881 – Madrid, 1961): Amic d'Usandizaga, amb qui es va reunir a París mentre assistia a la Schola Cantorum, va ser nomenat director de la Societat Coral de Bilbao el 1912. Influït per Wagner i músics del Romanticisme tardà, va trobar inspiració i frases per a les seves composicions en el folklore basc. La seva rica formació musical li va permetre tractar diferents tipus de música, per exemple sarsuela, òpera, composicions per a cor, així com peces religioses per a orgue. Algunes obres aclamades inclouen El caserío (1926), Diez melodías vascas (1940), La meiga (1929), Seis canciones castellanas (1939) i Sinfonía pirenaica (1945).
- Nemesio Otaño (Azkoitia, 1880 – Donostia/San Sebastià, 1956): Compositor, organista i musicòleg. Una de les figures més importants de la història de la música espanyola del segle xx. Director del Reial Conservatori de Madrid entre 1939 i 1956. Entre els seus treballs més coneguts es troba la Marcha de San Ignacio, el patró de Biscaia i Guipúscoa. El 1894 va estudiar al Col·legi Preceptorial de Baliarrain, on va compondre dues de les seves primeres lletanies i un zortziko per a piano; tenia només catorze anys, però ja tocava l'orgue a la parròquia de l'escola. El 1896 es va incorporar a la Societat de Jesús i va començar els seus estudis eclesiàstics juntament amb les classes de música. El 1911 va fundar la Schola Cantorum a Comillas: les seves actuacions en cant pla i polifonia van tenir molta influència. Les seves obres van des de cançons sagrades populars (per exemple Estrella hermosa, Anima Christi, Baldako) fins a peces corals a gran escala.
- Pablo Sorozábal (Donostia/San Sebastià, 1897 – Madrid, 1988)
- Maurice Ravel (Ziburu, 1875 – Paris, 1937): Compositor i arranjador basc francès.
- Carmelo Bernaola (Otxandio, 1929 – Madrid, 2002)
- Francisco Escudero (Donostia/San Sebastià, 1912–2002), compositor de Zigor i Gernika), òperes amb llibrets bascos
- Sebastian Iradier (Lanciego, 1809 – Vitoria-Gasteiz, 1865)

## La revitalització de la música basca

### La desolació de la postguerra i els primers brots
Com a conseqüència de la Guerra Civil espanyola (1936-1937 al territori basc), el pas endavant de la cultura basca a la fi de la guerra es va detenir; la por va créixer enmig d'una dura repressió, la fam es va convertir en una preocupació primordial i les antigues figures culturals van morir o van córrer per la seva vida a l'exili. Com a figura de cant individual de la dècada del 1940, del 1950 i del 1960, cal destacar Luis Mariano i la seva poderosa veu de tenor. Nascut a Irun i mudant-se als seus 20 anys a Bordeus, va saltar a l'escena espanyola i internacional amb cançons amb alegria en castellà i francès (i ocasionalment en basc).
Després dels darrers anys de la postguerra, la generació més jove es va dedicar a fer duets i petits grups musicals a Guipúscoa i Biscaia, que van començar a cantar cançons originals en basc. Bandes notables de la dècada del 1960 inclouen Urretxindorrak, Enarak, Soroak i Estitxu. Aquestes noves bandes van intentar aprofitar l'augment de la liberalització del règim, tot i que els grans obstacles que encara dificultaven l'activitat cultural associada a qualsevol cosa basca. La consciència cultural i política, la rebel·lia social i l'impuls de l'acció van sorgir en les següents generacions, que van provocar un nou moviment nacionalista basc d'esquerres.

### La música com afirmació d'identitat

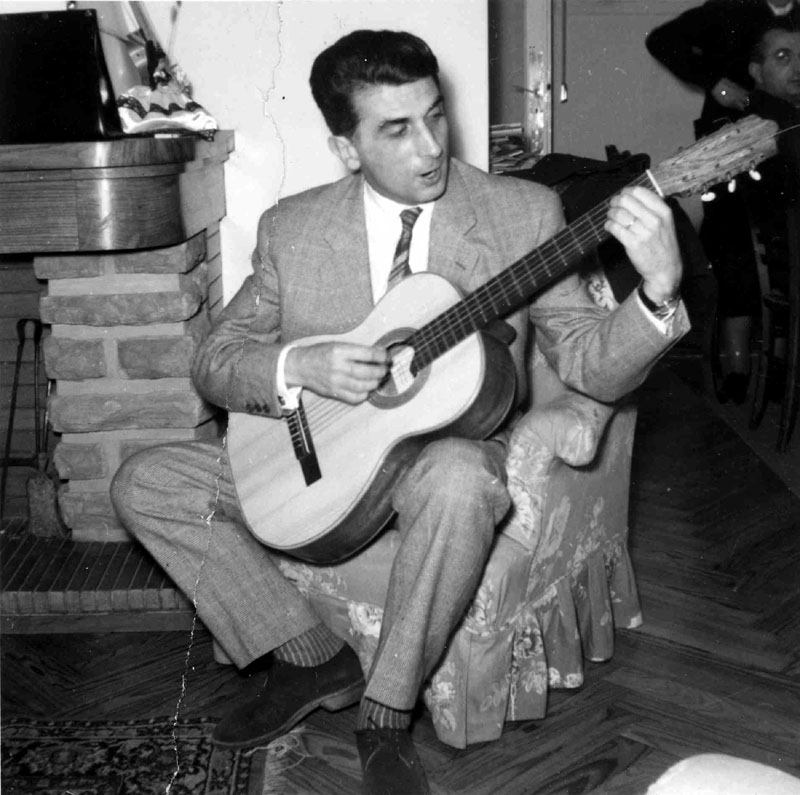
Mixel Labeguerie, 1960

Algunes persones d'Hegoalde van fugir cap al territori d'Iparralde per a cercar refugi. Van deixar la seva empremta a la societat basca tradicional del País Basc del Nord, contribuint a l'augment de la consciència cultural i política. En aquesta categoria es troba Mixel Labeguerie, que treballava i vivia a Kanbo, va ser el seu alcalde durant més d'una dècada (1965-1980), regidor general del departament i fundador del moviment nacionalista basc Embata (que va abandonar més tard). Va tenir una educació musical, es va xopar de les noves tendències musicals europees, com per exemple Georges Brassens, música popular d'Anglaterra i França, i va publicar un disc el 1961 amb cançons que van tocar amb instruments de corda, com Gu gira Euskadiko, Primaderako liliak, etc.

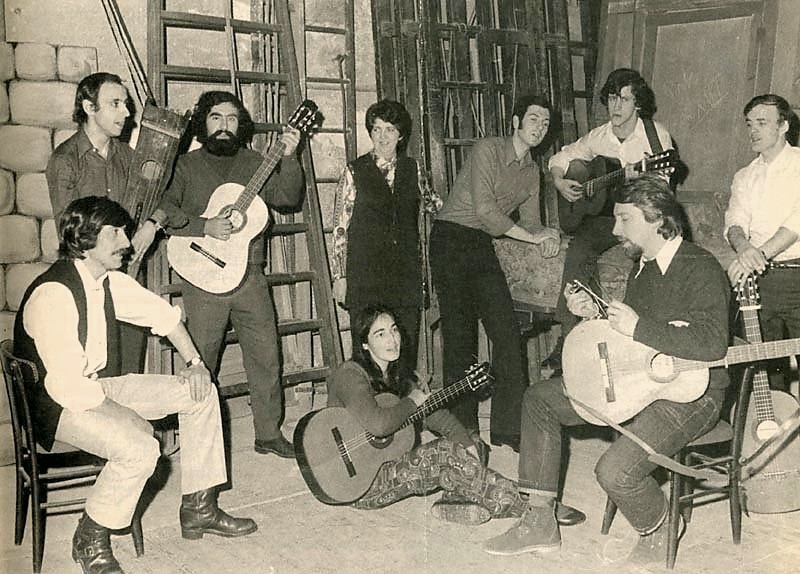
Ez Dok Amairu, 1972. Membres: Manex Pagola, Ugutz Robles-Aranguiz, Patxika, Peio Ospital, Pantxoa Carrere, Iñaki Urtizberea (txistulari i flautista), Lourdes Iriondo, Xabier Lete, i Benito Lertxundi

Mixel Labeguerie va influir en el nou grup del moviment cultural basc Ez Dok Amairu creat el 1965, compost principalment per cantautors folklòrics relacionats amb la cultura basca: Benito Lertxundi, Mikel Laboa (cançó popular Txoriak txori), Xabier Lete, Lourdes Iriondo, etc. Lourdes Iriondo va començar a cantar acompanyada d'una guitarra per primera vegada en la música basca, fet que va provocar moltes crítiques tenint en compte que l'instrument era aliè a la cultura basca. Ez Dok Amairu es va separar el 1972 i els seus membres van prendre camins separats que eventualment van confirmar alguns d'ells com a cantants bascos populars aclamats i populars fins a la dècada del 2000.
D'acord amb l'estil de cantant i cantautor, Guk, Larralde et Etxamendi o el benvolgut duo Pantxoa eta Peio, proporcionen els antecedents musicals de la dècada del 1970 de lluita, repressió i confusió al llarg del País Basc del Nord.
Especialment a les províncies d'Àlaba i Navarra, Enrike Zelaia (Altsasu) i Gorka Knörr van tocar amb instruments de corda amb un enfocament més folklòric i matisat.

### Un canvi cap a la música urbana
Mentrestant, aparegueren nous grups i bandes musicals d'estil urbà a la dècada del 1970, actuant primer en festivals locals de cançons durant l'estiu. Van desenvolupar progressivament el seu propi repertori en línia amb la revitalització i l'activisme basc (amb especial atenció a la lletra) i les tendències musicals occidentals en curs, per exemple folk (Gwendal), rock progressiu (Pink Floyd, ...). Pel que fa a bandes corals, cal destacar Mocedades de Bilbao, fundada el 1967 per Amaya Uranga i dues germanes d'ella. Aviat van guanyar notabilitat pública per classificar-se segon en el Festival de la Cançó d'Eurovisió de 1973.
A la mateixa ciutat, la prolífica banda Oskorri es va unir a la música folklòrica, llançant el primer disc el 1976, on van retre homenatge al poeta Gabriel Aresti, mentre que Michel Ducau i Anje Duhalde es van unir per a formar la primera banda de rock basca, la denominada i compromesa políticament Errobi, que va llançar l'àlbum Errobi (1975) amb crítica i aclamació pública, seguit per Bizi bizian, probablement el millor àlbum, amb la companyia discogràfica CBS, considerant signar un contracte amb ells. El grup es va dissoldre (no definitivament) el 1979, en un moment que tenia molta popularitat; la divisió va ser considerada com un «suïcidi».
A partir de mitjans de la dècada del 1960, Imanol Larzabal va liderar una carrera com a cantant solista i compositor, amb una veu profunda i tractant temes socials i compromesos, amb la col·laboració de poetes i cantants nacionals i estrangers. Va passar per un curt període a la presó i va tornar de l'exili el 1977.
Fill d'emigrants bascos a Zuberoa, Niko Etxart va tornar al País Basc des de París amb idees noves sobre la música el 1972, convertint-se en un precursor de la música rock basca (Euskal Rock&Roll de 1973, estrenada el 1979) al costat d'Errobi, mentre que, especialment, a l'Iparralde tradicional, alguns van atacar les seves aparences, maneres i música. Va actuar alternativament a l'escenografia en revetlles (música de ball en festivals locals) amb la banda Minxoriak fins a 1994.
Al 1978, a la zona de Mutriku, es va crear Itoiz, una fita de la música folk-pop basca, amb Juan Carlos Perez com a vocalista i frontman, i va llançar aquell mateix any l'aclamat àlbum Itoiz, que contenia cançons com Hilzori i Lau teilatu etc. Akin es va unir amb Haizea i van produir un parell de bons àlbums durant aquest període.

### L'ascens de la música punk basca
Fins aquest moment, les bandes de música basca d'Hegoalde van recórrer a les discogràfiques d'Espanya per gravar i publicar les seves obres. Tanmateix, a finals de la dècada del 1970 i notablement a principis de la dècada del 1980, van sorgir noves discogràfiques regionals (Xoxoa, Soñua ...), que van proporcionar un trampolí per a petites bandes que abans tenien dificultats per veure les seves obres a la llum.

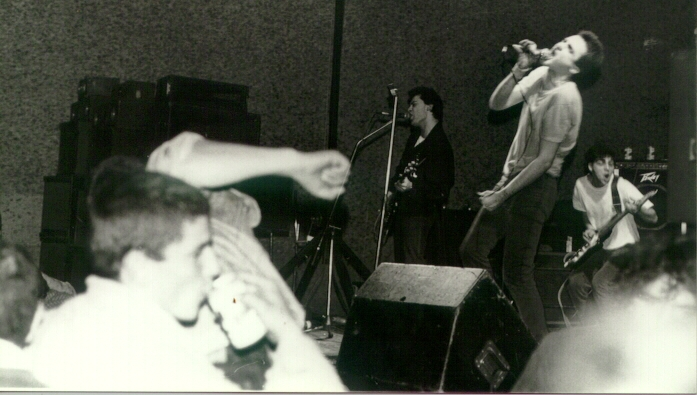
La banda de rock Zarama en directe en un concert a Irun, 1986

Al mateix temps, tota una xarxa de casals juvenils, les gaztetxes, es van estendre per tot el País Basc, que van ajudar a les petites bandes amb locals per assajar i escenificar concerts. Per primera vegada, una generació més desafectada i indecorosa que provenia de l'expansió urbana i les ciutats podria trobar una sortida per expressar la seva protesta en la línia d'una perspectiva punk («fer-ho tu mateix»), però molts van quedar malmesos per les drogues. L'any 1984 es va produir l'augment del punk rock basc i del Rock radical basc (Euskal Herriko Rock Erradikala).

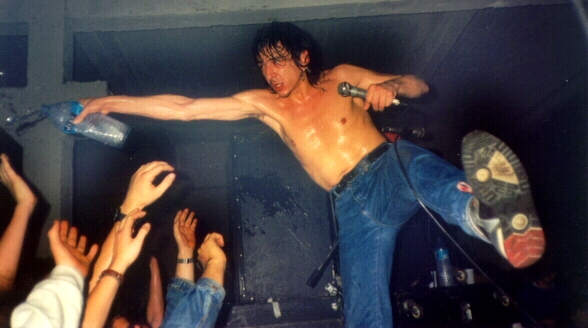
Evaristo Pàramos, cantant del grup La Polla Records

Algunes bandes populars que van saltar a l'escena del rock van ser Zarama i Eskorbuto de Santurtzi; la banda de rock dur Barricada i la capritxosa Tijuana in Blue de Pamplona; La Polla Records d'Agurain; Kortatu i Baldin Bada d'Irun; Hertzainak, Cicatriz i Patato de Vitoria-Gasteiz; Jotakie, RIP, Naste Borraste, MCD, BAP, Zer Bizio, Delirium Tremens, etc. La majoria de les vegades cantaven en castellà i de vegades en basc, mentre que altres bandes eren bilingües.
Aquesta nova tendència musical es va enfrontar amb l'anterior tradició de cantant-compositor, ambdues vinculades a diferents graus amb el moviment nacionalista basc i d'esquerra. Mentrestant, Itoiz va mantenir la seva trajectòria musical de perfil baix i es va convertir completament a pop en l'àlbum Musikaz blai (al que el van seguir tres àlbums LP), amb cançons aclamades internacionalment com To Alice, As Noites da Radio Lisboa o Marea gora.
Altres bandes de finals de la dècada del 1980 van seguir un camí diferent, lleuger i fins i tot ingenu, usant lletres en castellà i combinant tendències populars espanyoles i internacionals, com per exemple, Duncan Dhu (amb Mikel Erentxun com a figura líder), 21 Japonesas o Sanchis i Jocano, bandes de la zona de Donostia. Duncan Dhu va aconseguir un gran èxit de popularitat en l'escena pop espanyol i internacional, donant lloc a una tradició en els anys posteriors que es va dir «Donosti Sound» (Le Mans, La Oreja de Van Gogh, ...).

## La música popular actual

### Noves tendències

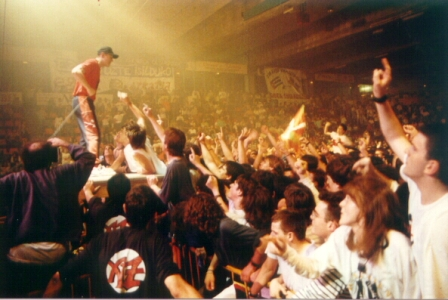
Concert de Negu Gorriak a Pamplona, 1992

L'any 1990 va néixer l'emissora pública basca Euskadi Gaztea, amb la intenció d'orientar la joventut de forma juvenil, dinàmica i informal, a més d'afegir informació, tractant temes que els joves bascos podrien interessar i estimular els grups musicals bascos. Definitivament, la música basca va obrir la seva ment a les tendències de tot el món.
La banda de rock basc Kortatu es va separar el 1988 (àlbum en viu Azken guda dantza), i poc després els germans Muguruza van formar el projecte Negu Gorriak. Van mostrar una perspectiva diferent respecte a la de la banda anterior Kortatu: la nova banda va cantar enterament en basc, el seu enfocament va mostrar una ment oberta, i es va adherir a la cançó de protesta firmant com a Muguruza, tal com van demostrar en el seu aclamat videoclip Radio Rahim, que evoca maneres del hip-hop americà.
La música punk va caure en decadència, mentre que el reggae i el hardcore es van fer càrrec, per exemple Anestesia, Etsaiak, Societat Alkoholika, Su Ta Gar (música heavy), etc. M-ak va llançar el seu millor àlbum Barkatu ama, que va ser molt aclamat per la crítica, amb estils que van des de cançons hardcore fins a música lleugera.

### Música popular i triki pop

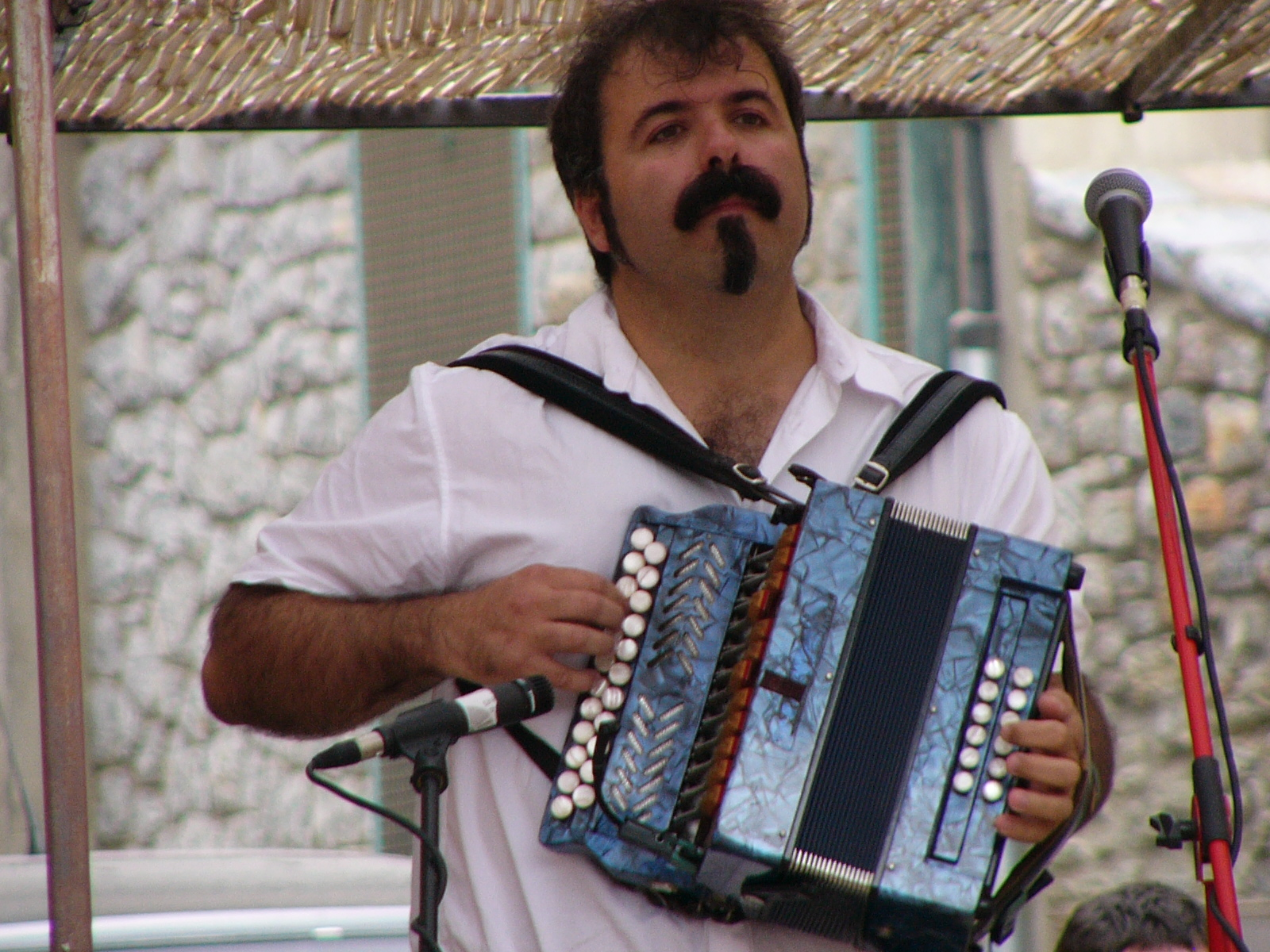
Joseba Tapia, músic de trikitixia

A principis de la dècada del 1990, les generacions més joves van tornar a ocupar el folk, trobant un públic que estava ansiós per escoltar melodies més lleugeres en basc, per exemple Sorotan Bele, Mikel Markez, etc. Finalment, les escoles de trikitixia van donar fruits a la dècada del 1990: les novetats del duo Tapia eta Leturia i Kepa Junkera els van confirmar com referències folklòriques convincents al País Basc i fins i tot a l'estranger.
Els nous duos de trikitixia van provar els nous camins que van escollir, a vegades configurant bandes, inclòs el baix i la bateria, a més del parell d'acordió diatònic amb botons i pandereta (conegut com a triki pop), com per exemple Maixa eta Ixiar, Alaitz eta Maider, Gozategi. En general, oferien un repertori alegre, amb la cançó de Gozategi, Nirekin (Emoixtaxux muxutxuek ...) que va tocaven en les revetlles d'estiu de l'any 2000 més enllà dels límits lingüístics dels basc.

### Especialització i diversificació
La banda de rock Hertzainak es va dissoldre el 1993, mentre que els seus membres van seguir els seus propis projectes. El frontman d'Hertzainak i el controvertit cantant Gari van començar una carrera en solitari i molt personal amb algunes cançons recopilades que els van convertir en una referència convincent de la música basca, mentre que Josu Zabala va col·laborar amb altres cantants i en un projecte d'un grup bertsolari, com per exemple la banda original de Karidadeko Benta (primer àlbum 2003). La banda de power-pop Urtz, formada el 1988, tracta d'històries personals que es diferenciaven lleugerament dels temes de protesta encara vigents però amb un llenguatge dur de finals de la dècada del 1980, a més de presentar una línia de cors inèdita que va oferir algunes cançons encantadores, optimistes i enganxoses. La banda es va separar a principis dels anys 2000, però va tornar el 2013.

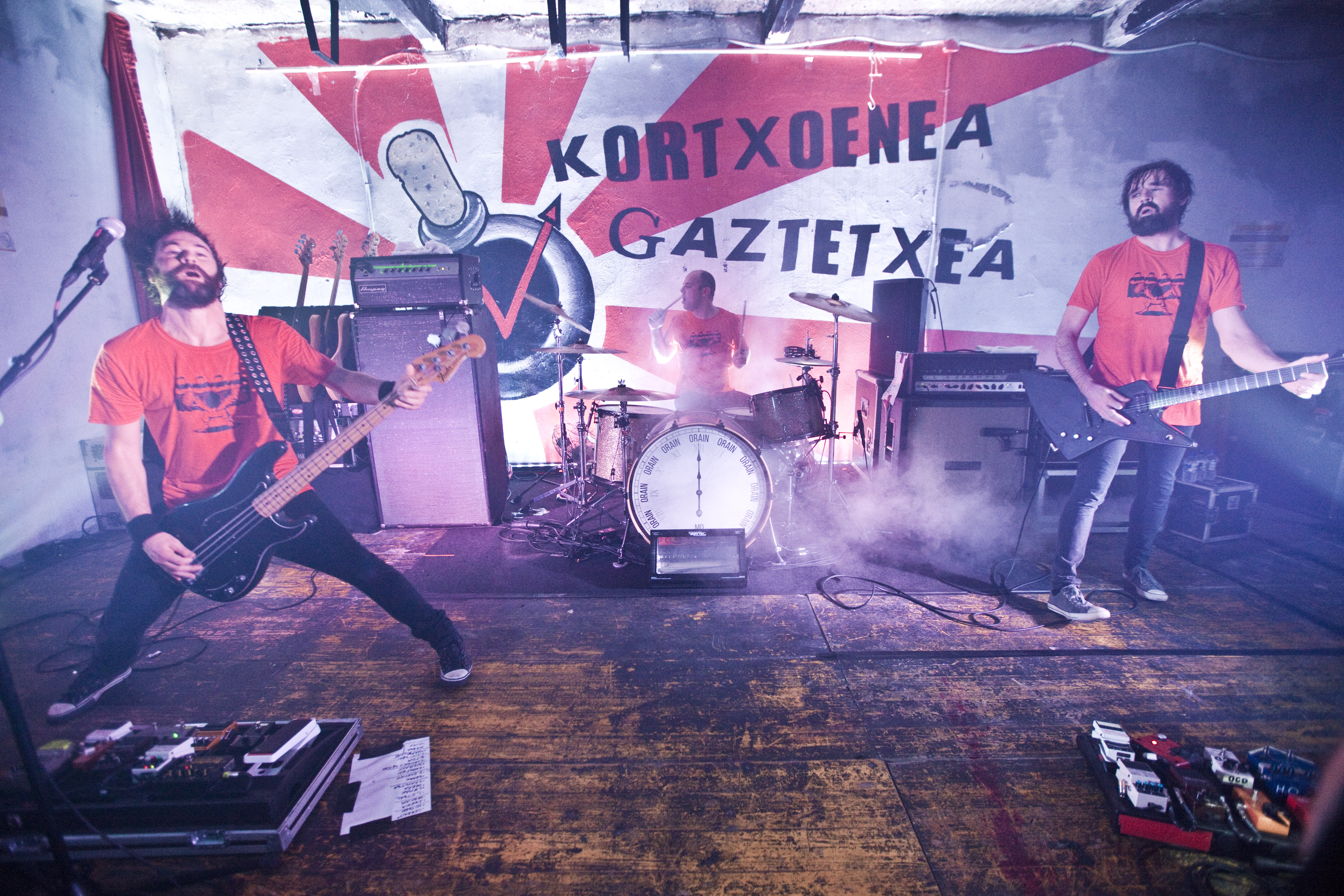
Berri Txarrak en Kortxoenea Gaztetxea, Donostia (2015)

Al costat de la tradició hardcore punk, la banda Berri Txarrak de Lekunberri es va ajuntar el 1994, va llançar diversos àlbums i va viatjar per Europa, on van obtenir bones crítiques i a poc a poc van obtenir una reputació que els va valer d'actuacions i col·laboracions amb importants figures d'indie rock a tot el món. L'agost de 2017, la banda va anunciar l'enregistrament del seu novè àlbum a l'estudi The Blasting Room de Colorado.
La banda PiLT, de Mungia, que va mostrar el gust pel metall i els sons durs (Clawfinger, Soundgarden), va entrar a l'escena el 1995 després de guanyar el concurs de bootleg «Gaztea Sariak» atorgat per l'emissora de ràdio Euskadi Gaztea, mentre que el seu èxit definitiu va arribar el 1996 amb el sencill Hil da jainkoa, que el va fer guanyar un reconeixement generalitzat. De la mateixa manera, la banda de heavy metal Latzen va arribar a destacar públicament després de guanyar amb la popular balada Laztana a l'edició de 1997 dels «Gaztea Sariak».

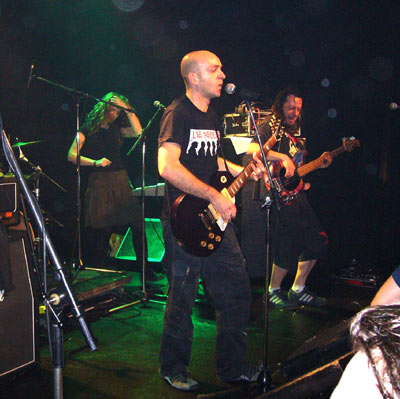
Concert de Skalariak, 2006

Les bandes Skalariak (1994) i Betagarri (1992) es van fer càrrec de la tradició ska, oferint boogies incitant i fent gala de concerts en directe. Al costat d'altres experiències multiculturals, com Fermin Muguruza de Negu Gorriak o el festiu Joxe Ripiau per destacar alguns, els membres d'Etsaiak van formar el 2003 el grup Pin Pan Pun, una banda amb bones connexions amb llatinoamèrica, que va llançar el 2005 el DVD Kuba-Mexiko Rock Tour 04, que va donar testimoni de la seva experiència i de viure poderosos concerts. Etsaiak es va reunir de nou el 2008 (va llançar l'àlbum Apurtu arte). A Iparralde, la banda festiva Sustraia va aconseguir gran popularitat després de 15 anys fent gires, mentre que la mort sobtada del carismàtic frontman Patrick Mixelena el gener de 2009, conegut amb el nom de Mixu, va fer que el futur del grup fos incert.

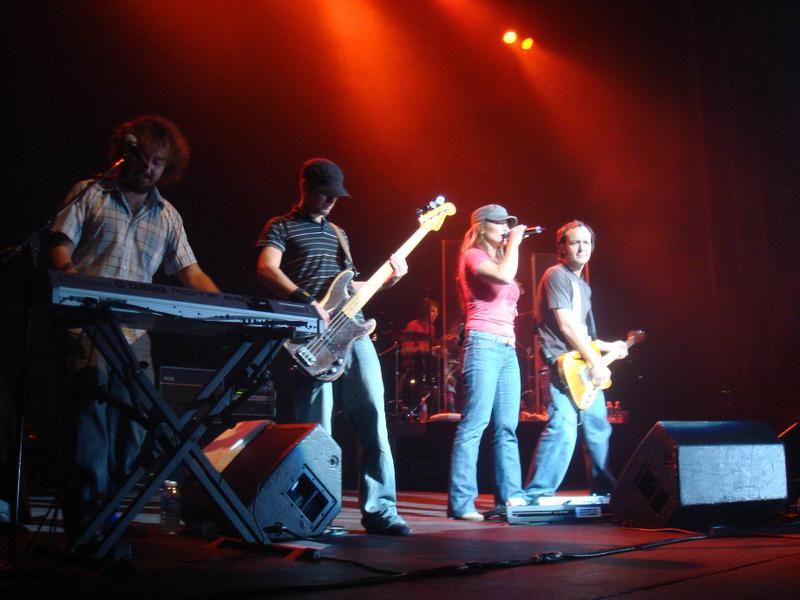
La Oreja de Van Gogh en directe. Membres: Xabi San Martin, Haritz Garde, Amaia Montero, Pablo Benegas, i Álvaro Fuentes

La banda Doctor Deseo es va crear a Bilbao el 1986, realitzant diversos àlbums durant un període de més de 20 anys. Tracten temes quotidians i personals d'una manera poètica. Fito y los Fitipaldis (Bilbao) va ser formada el 1998 pel líder de Platero y Tú, Fito Cabrales, i comprèn diversos estils que inclouen soul, blues, swing, flamenc, tex-mex o guitarres hawaianes. El projecte va arrencar amb A puerta cerrada (40.000 àlbums venuts fins ara) i va créixer constantment en popularitat, una de les cançons més recents de la qual va ser Rojitas las orejas.
A Donostia, uns joves universitaris es van reunir a mitjans de la dècada del 90 per assajar. Tot i així, tenien necessitat d'un cantant per a la banda i van fer un càsting, on van escollir Amaia Montero. Com a resultat es va crear el grup La Oreja de Van Gogh, que després del llançament de l'àlbum Dile al sol va triomfar impulsada per la poderosa veu d'Amaia amb bells arranjaments.
La banda Delorean de Zarautz fa música electrònica i rock amb actuacions en directe des de l'any 2000. Es va fer internacional amb gires a l'estranger, incloent als Estats Units. La banda va cancel·lar la seva gira internacional el 2013 mentre estaven a Mèxic, després d'un estrany intent de segrest.
A partir del 2014, diverses bandes musicals basques han confirmat una carrera consistent i un reconeixement musical amb referències convincents: Gatibu (Gernica), We Are Standard (Getxo), Atom Rhumba (Bilbao), Ken 7 (Gernika), Berri Txarrak (Lekunberri), Capsula (Bilbao), per citar alguns.

### Cantants, compositors i música lleugera

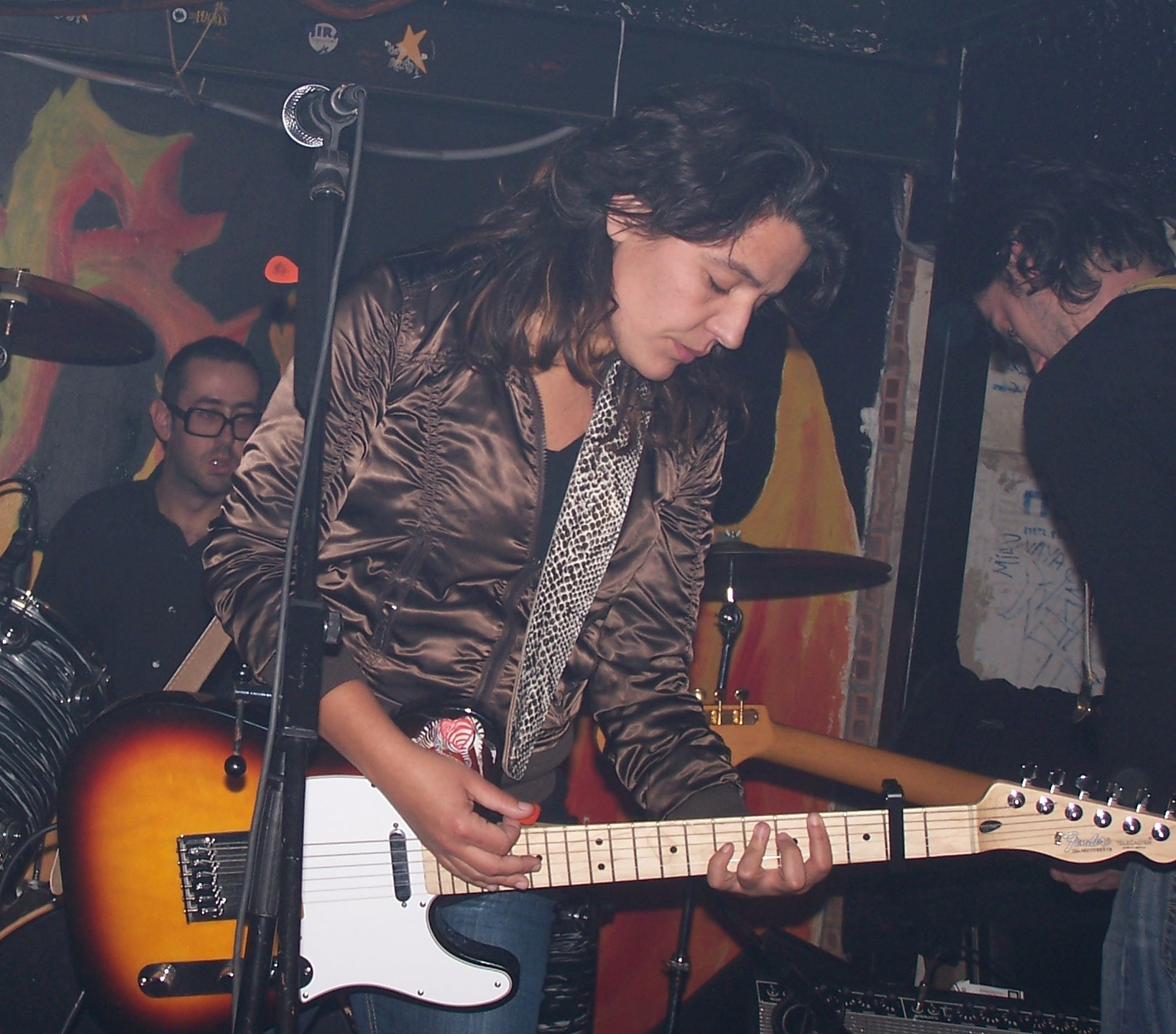
Anari a la Gaztetxea Ordizia

La proximitat cantant-compositor que va desaparèixer a la fi de la dècada del 1980 mostra actualment un estat sonor a l'escena basca, amb algunes figures molt destacades, com Anari, reconeguda per la seva intensa veu i cançons (gravació en directe d'Anari Kafe Antzokian Zuzenean publicada el 2008). Altres compositors inclouen Petti, de Bera (Navarra), amb quatre àlbums publicats fins al 2008, o el bertsolari Mikel Urdangarin, amb cançons una mica melancòlics sovint acompanyades d'instruments de corda i de metall.
Seguint la tradició popular i de cantants-compositors, Jabier Muguruza (nascut el 1960) va començar una carrera com a solista el 1994 després de deixar altres projectes (Les Mecaniciens, ...). El músic veterà compon i interpreta cançons personals i lleugeres amb un fort humor i lletres literàries. Mentrestant, algunes figures de renom de la música tradicional basca han continuat actuant i creant, com per exemple Benito Lertxundi, o Oskorri (amb un àlbum nou de la banda Banda el 2007, a punt de celebrar el 35 aniversari del grup). El celebrat cantautor Mikel Laboa, considerat pare de la música basca moderna, va morir al desembre de 2008.
El conjunt Bidaia, és a dir, la parella Mixel Ducau i Caroline Phillips, ofereix música folk suau i elaborada, mentre que el percussionista Benat Achiary (nascut el 1947) ofereix un enfocament experimental, sovint amb passatges improvisats en les seves actuacions (diversos àlbums llançats a la dècada del 1990). Amaia Zubiria (nascuda el 1947 a Zubieta, Guipúscoa), que ocasionalment ha col·laborat amb ell, té una llarga i prolífica carrera en el panorama de la cançó basca; va arribar a ser el centre d'atenció el grup folklòric progressiu Haizea, havent publicat alguns àlbums en solitari amb una veu mezzosoprano molt pura. El seu darrer treball és l'àlbum Nabil (2008).